# Moritz Baron
Carl Moritz Baron, normalisiert Karl Moritz Baron (* 12. Juni 1839 in Müglenz; † 12. Juli 1911 in Klotzsche), war ein deutscher Lehrer, Schuldirektor und Autor.

## Leben
Er war der Sohn des Revierförsters Friedrich August Baron. Nach erfolgter Ausbildung wurde er 1863 zweiter Knabenlehrer in Limbach und 1867 zweiter Lehrer an der Selecta in Rochlitz. 1869 wurde er Lehrer an der I. Bürgerschule in Dresden und ab 1881 Direktor der XVII. Bezirksschule in Dresden. Sein Sohn war der promovierte praktische Arzt Carl Baron.

## Schriften (Auswahl)
- Geschichte der Leibesübungen. Eine kurze und populäre Darstellung der Gymnastik bei den Alten und ihrer Weiterentwickelung bis auf die Gegenwart. Chemnitz 1865; 2. Auflage, Chemnitz 1868.
- (mit anderen): Deutsche Sprachschule. Übungsaufgaben für den deutschen Sprachunterricht im Anschl. an Sprachstücke. o. J.